# Seth Gueko
Seth Gueko, właściwie Nicolas Salvadori (ur. 27 października 1980 w Saint-Ouen-l’Aumône) – francuski raper pochodzenia rosyjsko-włoskiego. Muzyk swój pseudonim artystyczny zaczerpnął od postaci Seth Gecko w nieco zmienionej nazwie, zagranej przez George’a Clooneya w filmie pt. Od zmierzchu do świtu.

## Działalność artystyczna
Po dołączeniu do niezależnej wytwórni Néochrome w 2000 roku, wystąpił na kilku kompilacjach sygnowanych logiem wytwórni. W 2004 roku wydał swój minialbum zatytułowany Mains Sales. Rok później wydał „uliczny” album pt. Barillet Plein. Był dostępny tylko w Internecie. W 2007 roku raper opublikował mixtape Patate de Forain, a rok później następny podziemny album Drive by en Caravane. 4 maja 2009 roku nakładem wytwórni Hostile Records, został wydany debiutancki album pt. La Chevalière. Płyta zawierała 15 utworów wśród których gościli Balastik Dogg, Al K-Pote, Six Coups MC, Mister You i wielu innych podziemnych muzyków.
Pod koniec czerwca 2010 roku raper został oskarżony o przemoc wobec młodej kobiety i osadzony w więzieniu La Santé w Paryżu. Podczas pobytu w zakładzie karnym Salvadori poznał rapera Mister You z którym nagrał piosenkę pt. „Zoogatazblex (30 juin 2010)”. Utwór ten znalazł się na płycie Michto z marca 2011 roku. Album zawierał aż 19 utworów. Swoje zwrotki gościnnie dograli między innymi La Fouine, Tinie Tempah czy Booba.
Gościnnie wystąpił w ok. 120 utworach najróżniejszych artystów.

## Dyskografia
Źródło.
- Mains Sales (2004, EP)
- Barillet Plein (2005, „uliczny” album)
- Patate de Forain (2007, mixtape)
- Drive by en Caravane (2008, „uliczny” album)
- Les fils de Jack Mess (2008, mixtape)
- La Chevalière (2009)
- Michto (2011)